# Ixora paludosa
Ixora paludosa är en måreväxtart som först beskrevs av Carl Ludwig von Blume, och fick sitt nu gällande namn av Wilhelm Sulpiz Kurz. Ixora paludosa ingår i släktet Ixora och familjen måreväxter. Inga underarter finns listade i Catalogue of Life.